# Новосильцев, Ардалион Николаевич
 Ардалион Николаевич Новосильцев  (17 (29) декабря 1815, Санкт-Петербург — 6 декабря 1878, Симферополь) — полковник из рода Новосильцевых, участник Кавказской и Крымской войны, основоположник механизированного бурения на нефть в России, первый нефтедобытчик на Кубани.

## Биография

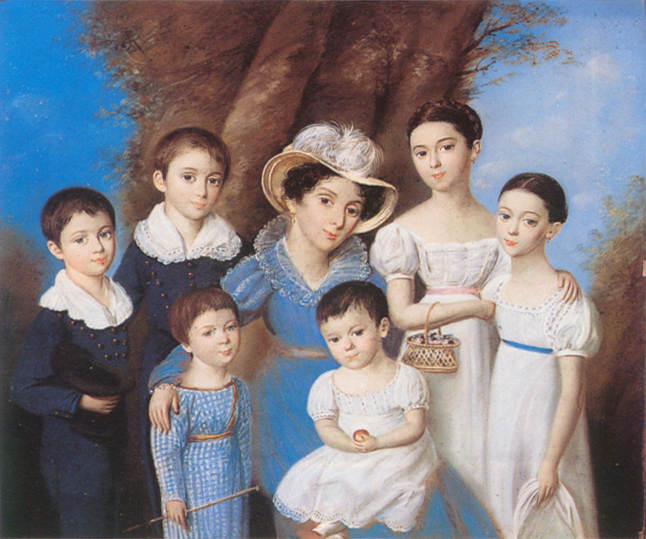
Екатерина Ивановна Новосильцова с детьми

Сын Николая Петровича Новосильцева (1789—1856), действительного тайного советника и сенатора, от его брака с графиней Екатериной Ивановной Апраксиной. Дед по линии отца Пётр Иванович Новосильцев (1745—1805) — действительный тайный советник, сенатор, генерал-провиантмейстер; был обязан своим возвышением браком с Екатериной Александровной Торсуковой (1755—1842), родственницей Марии Саввичны Перекусихиной (1739—1824), приятельницы Екатерины II.
Родился в Петербурге, крещен 31 декабря 1815 года в церкви Захария и Елизаветы при придворной больнице при восприемстве деда графа И. А. Апраксина и бабушки Е. А. Новосильцевой. На службу поступил 27 сентября 1833 года юнкером в кавалергардский полк и откомандирован в школу, откуда из старших вахмистров 6 декабря 1835 года произведен в Нарвский гусарский полк.
В 1837 году стал фигурантом гомосексуального скандала, будучи застигнут на свидании со своим бывшим соучеником Петром Тизенгаузеном, героем «нескромных» стихов Лермонтова. Новосильцев был переведен в лейб-гвардейский кирасирский Его Величества полк и в 1840 году командирован на Кавказ, где он принимал участие в экспедиции генерал-лейтенанта Раевского к Анапе. В 1840 году произведен в поручики, в 1843 году в штабс-ротмистры, в 1844 году в ротмистры, а в 1852 году в полковники. В мае-октябре 1849 г. ротмистр Новосильцев в составе экспедиционного корпуса под командованием генерала-фельдмаршала И. Ф. Паскевича принял участие в походе российских войск в Венгрию. 29 августа 1859 года назначен состоять при министерстве внутренних дел.
Во время Крымской войны 1853—1856 гг. его полк находился в составе главного резерва Петербургского гарнизона, успешно обеспечивая береговую оборону столицы от высадки британского десанта.
Ардалион Новосильцев был крестным первого сына писателя Николая Семеновича Лескова Дмитрия.

## Добыча нефти
Зная об успешном опыте американцев по бурению скважин, Ардалион Новосильцев за большие деньги выписал из США буровую бригаду под руководством Г. Клея, находившуюся в штате компании Standard Oil, принадлежавшей Джону Рокфеллеру. Выбор места бурения осуществлялся традиционным для американцев методом «дикой кошки» в местах поверхностного нефтепроявления. Но привычный для Пенсильвании подход к разведке нефти не принес результата на Кубани. В 1864 году специалисты приступили к работе, но дело как-то не пошло. Высокооплачиваемую американскую бригаду, состоявшую из 12 «рабочих и мастеровых», преследовали постоянные неудачи: простои, многочисленные поломки инструмента, значительные искривления стволов скважин и т. д. Однако бригада Клея неизменно находила «объективные» причины: сложные климатические условия, тяжелый грунт, некачественные трубы, а также отсутствие «цивилизованных» условий. По итогу — большинство пробуренных в районе станицы Новотитаровской и поселка Фонтановского (Анапа) оказались сухими. Некоторые скважины давали слабый приток нефти, однако этого было недостаточно даже для окупаемости.
После всех неудач Новосильцев прервал сотрудничество с иностранцами. Ардалион Новосильцев справедливо заметил: «Если нет результата, зачем платить большие деньги заморским умельцам?» и вскоре создал бригаду из отечественных специалистов — инженеров, механиков, слесарей, которые с интересом взялись за новое дело. Руководителем буровых работ стал механик Владимир Петерс. Первым помощником Петерса был Карл Сикорский, квалифицированный слесарь. Горный инженер Фридрих Кокшуль очертил перспективный участок для геологоразведки — в районе притоков Кубани, рек Кудако, Псиф и Псебепс. В августе 1865 года началось бурение пяти скважин в районе притока реки Кубани — Кудако недалеко от крепости Анапа, в результате чего были получены значительные притоки нефти, две скважины фонтанировали, давая в первые дни около 3 тонн нефти в сутки. А 15 февраля 1866 года из скважины № 1 с глубины 37,6 метров ударил мощный нефтяной фонтан — его высота доходила до 5 метров, а средний дебит составлял более 20 тонн в сутки. Фонтан бил на протяжении 24 дней. Ещё более впечатляющие результаты пришли в конце марта, когда скважину углубили до 74 метров и получили фонтан с максимальным дебитом 180 тонн в сутки. Скважины бурились весьма современно, по методу Дрейка с использованием механического ударного бурения и крепления стенок скважин металлическими обсадными трубами.
Интерес к нефти и дух искателя не угасали в Ардалионе Новосильцеве. Новосильцев организовал масштабные разведочные работы, а также начал строить нефтеперегонный завод недалеко от Тамани. Однако его жизнь в дальнейшем сложилась весьма трагично, так как он вложил в нефть весь свой капитал, а доходность была невелика из-за огромных расходов. С чем только не пришлось столкнуться Новосильцеву: попытки ареста имущества, назначение специального попечительства для управления делами, неурядицы с земельными правами и так далее. Надеясь получить отсрочку по кредитам, он обратился к Александру Второму.
«В стремлении к развитию столь важной отечественной промышленности, как нефтяное дело, — писал он императору, — я принес в жертву не только все свое состояние, не только увлек значительные капиталы частных лиц, но даже дерзнул прибегнуть к августейшей поддержке Вашего императорского Величества. Удовлетворение этого священного для чести дворянина обязательства составляло цель моей жизни, но в настоящую минуту многолетними тяжкими пожертвованиями дело это, доведенное до благотворного конца, может совершенно погибнуть для меня».
Эти строчки были написаны в октябре 1878 года, а 6 декабря 1878 г., находясь в Симферополе, Ардалион Новосильцев скончался. Все работы на Кубани были свернуты.

## Награды
- Орден Святой Анны 3-й степени с бантом.
- Орден Святой Анны 2-й степени
- Орден Святого Владимира 4-й степени